# Luigi Cherubini y la musa de la poesía lírica
Luigi Cherubini y la musa de la poesía lírica es un cuadro pintado en 1842 por Jean-Auguste-Dominique Ingres asistido por Henri Lehmann, entonces alumno del pintor. El retrato alegórico representa al compositor Luigi Cherubini. El cuadro forma parte de las colecciones de pinturas francesas del Museo del Louvre. 

## Procedencia
Comprado al pintor por 8000 francos por la lista civil del rey Luis Felipe I en junio de 1842, el cuadro entró en las colecciones del Museo de Luxemburgo. Pasó a las colecciones del Museo del Louvre en 1874.

## Realización
Fruto de una larga gestación, 18 dibujos preparatorios fueron efectuados, este cuadro es considerado una variación de un retrato anterior del compositor que Ingres había pintado en 1833 y cuya réplica pintada en Roma antes de 1841, se encuentra en Cincinnati en el Museo de Arte. La musa que aquí acompaña al músico fue pintada probablemente por Lehmann, el craquelado que afecta a la figura, ligado a un exceso de óleo y uso de un barniz a base de betún, indica una mano ajena a la de Ingres que no empleaba estos medios.
 

Ingres era melómano y gran intérprete de violín. Admiraba a Mozart y conoció a destacados intérpretes y compositores del siglo XIX como Franz Liszt o Nicolo Paganini. En Roma conoció a otro importante músico, Luigi Cherubini, que compuso para el pintor "Oda a Ingres" en respuesta al retrato que el francés había hecho de un amigo común, el escultor Lorenzo Bartoldi. Ingres le retrató poco antes de su muerte. En esta variante posterior, integró el retrato en esta composición donde con gesto absorto, como concentrado en su pensamiento, recibe la inspiración de la figura monumental y clásica que detrás de él extiende su mano sobre su cabeza.

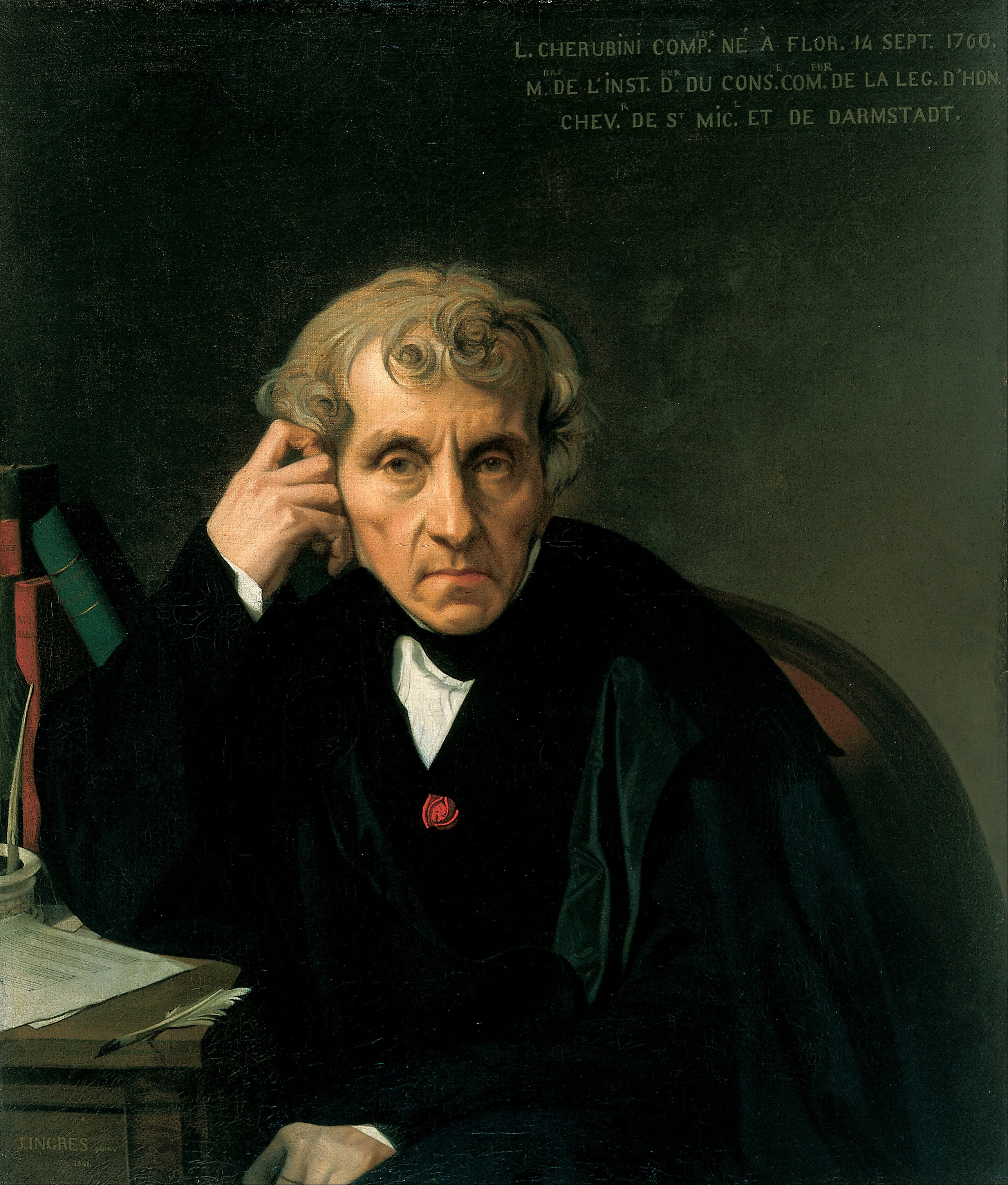
Ingres, Retrato de Cherubini 1841, Museo de Arte de Cincinnati.
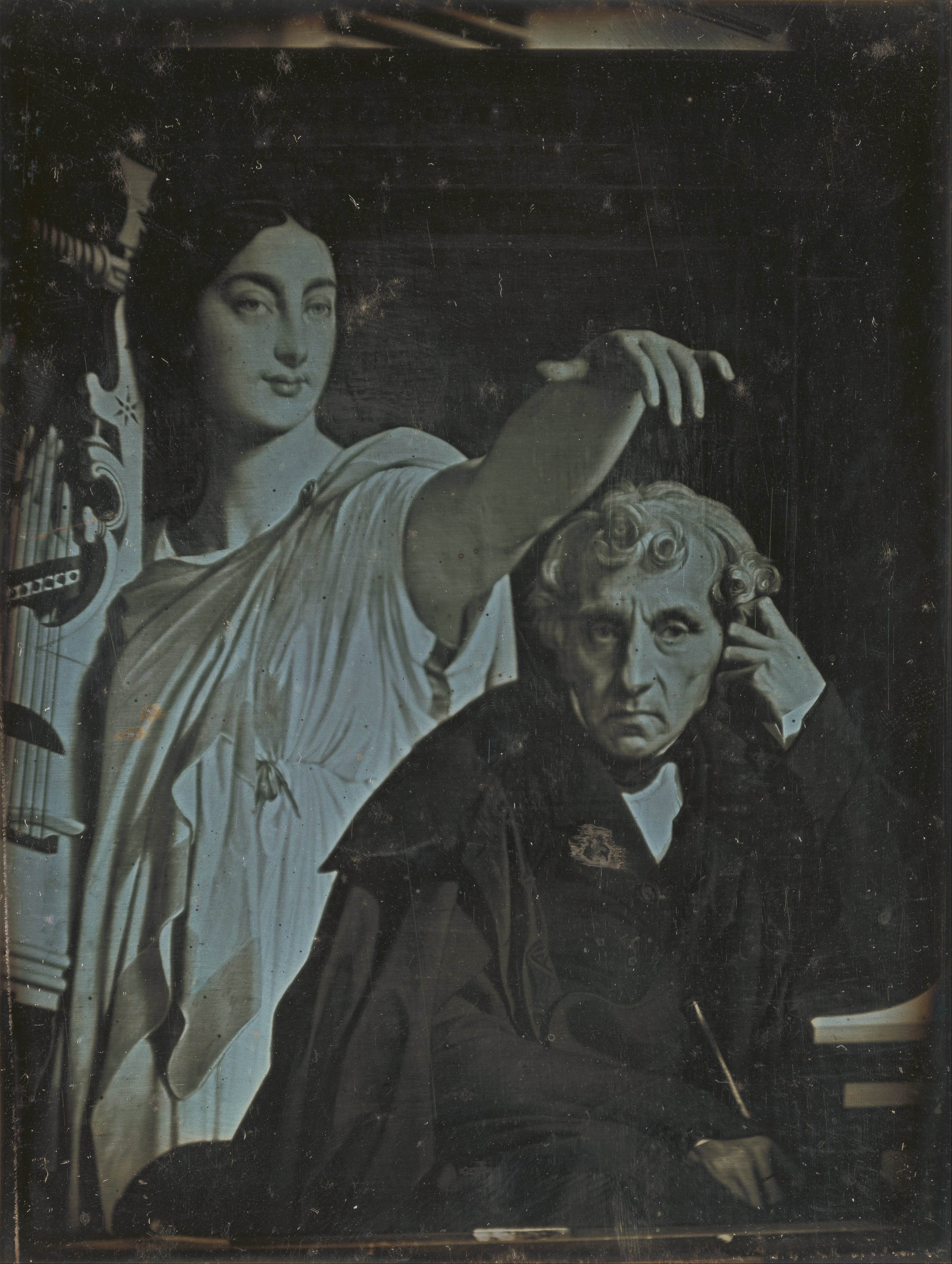
Daguerrotipo de 1842, invertido respecto al original ya que el daguerrotipo actuaba como un espejo, con el aspecto original de la Musa, antes del deterioro.